# Баймырзаев, Куат Маратулы
Куат Маратулы Баймырзаев (каз. Қуат Маратұлы Баймырзаев; род. 14 августа 1965, Жамбылский район, Алма-Атинская область, Казахская ССР) — казахстанский учёный, доктор географических наук (2001), профессор (2003).

## Биография
Родился 14 августа 1965 году в селе Берлик Жамбылского района Алматинской области.
В 1989 году окончил географический факультет Казахского государственного университета имени С. М. Кирова по специальности география.
В 1996 году защитил кандидатскую диссертацию на тему: «Экономико-географическая оценка территориальных сочетаний природных ресурсов Центрального Казахстана» по специальности «Экономическая, социальная и политическая география».
В 2001 году защитил докторскую диссертацию на тему: «Экономико-географические проблемы рационального природопользования в Центрально-Казахстанском регионе» по специальности «Экономическая, социальная и политическая география» и «Геоэкология».

## Трудовая деятельность
С 1989 по 1991 годы — заместитель секретаря комсомольской организации по идеологической работе в Казахском государственном университете имени С. М. Кирова.
С 1991 по 1997 годы — помощник ректора Казахского государственного университета имени С. М. Кирова.
С 1997 по 1998 годы — проректор по студенческим вопросам Казахского государственного университета имени аль-Фараби.
С 1998 по 2001 годы — проректор по общим и производственно-хозяйственным вопросам Казахского государственного университета имени аль-Фараби.
С 2001 по 2004 годы — декан географического факультета Казахского государственного университета имени аль-Фараби.
С 2004 по декабрь 2016 года — ректор Костанайского государственного педагогического института.
С декабря 2016 года по апрель 2024 года — ректор Жетысуского государственного университета имени И. Жансугурова.

## Научные, литературные труды
Автор 2-х монографий, 3 учебных пособий, 2 учебников «География» 10 кл. естественно-математического направления, рекомендованных МОН РК для общеобразовательных учреждений, и более 80-ти научных статей. Один из разработчиков национального атласа Республики Казахстана (3 тома).
Под руководством К. М. Баймырзаева были защищены 1 докторская, 2 кандидатские, 9 магистерских диссертаций.

## Награды и звания
- орден Курмет (7 декабря 2007 года)[3]
- нагрудный знак «Почётный работник образования Республики Казахстан»
- нагрудный знак «Ыбырай Алтынсарин» (2008)
- медаль «20 лет независимости Республики Казахстан» (2011)
- медаль «За внесённый вклад в обеспечение правопорядка» МВД РК (2014)
- кавалер ордена Академических пальм (Франция, 2014) За личный вклад в пропаганду двустороннего сотрудничества между Францией и Казахстаном.
- почётный академик НАН РК (2014)
- медаль «Қазақстан халқы Ассамблеясына 20жыл» (2015)
- медаль «25 лет независимости Республики Казахстан» (2016)
- академик национальной академии образования имени Ибрая Алтынсарина (с 2005 года).